# Lucas Barbosa (lutador)
Lucas Daniel Silva Barbosa (Boa Vista, 13 de fevereiro de 1992), conhecido como Lucas "Hulk" Barbosa, é um atleta brasileiro de artes marciais mistas (MMA), grappling de submissão e competidor de Jiu-Jitsu Brasileiro (BJJ) faixa preta.
Tendo conquistado quase todos os principais títulos do esporte, sendo campeão do Mundial e Pan-Americano (com quimono e sem quimono), Europeu e Asiático da IBJJF, além de ser duas vezes medalhista no Campeonato Mundial de Submission Fighting da ADCC, Barbosa é considerado um dos atletas de jiu-jitsu mais bem-sucedidos de sua geração.

## Início de vida
Lucas Daniel Barbosa nasceu em 13 de fevereiro de 1992, em Boa Vista, Roraima, Brasil. Ele começou a praticar artes marciais aos 10 anos, iniciando com Taekwondo, depois Judô e Muay Thai. Aos 15 anos, Barbosa começou a treinar Jiu-Jitsu Brasileiro (BJJ) sob a orientação de diversos instrutores, incluindo Diego Lopes, Cristiano Carioca e André Galvão. Após ser promovido a faixa roxa, Barbosa mudou-se para o Rio de Janeiro para treinar na academia de Márcio Rodrigues, onde recebeu o apelido "Hulk" de seus parceiros de treino.

## Carreira no grappling
Barbosa recebeu sua faixa marrom em BJJ de Fabiano e Márcio Rodrigues. Foi na faixa marrom que sua carreira no grappling decolou. Em 2014, ele participou de "THE TEAM", uma série na web desenvolvida pela Copa Pódio, uma liga esportiva que exibia competições de BJJ na televisão. O forte desempenho de Barbosa garantiu-lhe um lugar no evento principal da competição naquele mesmo ano, transmitido em Pay-per-view.
Em 2015, Barbosa venceu o Campeonato Mundial de Jiu-Jitsu da IBJJF e o Campeonato Mundial Profissional de Jiu-Jitsu de Abu Dhabi como faixa marrom. Como resultado, Fabiano concedeu a Barbosa sua faixa preta em BJJ.
Logo após, Barbosa mudou-se para San Diego, Califórnia, para se juntar à Atos Jiu-Jitsu sob a orientação de André Galvão. Desde que ingressou na Atos Jiu-Jitsu, Barbosa venceu a maioria dos principais torneios de BJJ na faixa preta, incluindo o Campeonato Mundial e o Campeonato Mundial Sem Quimono. Ele também é múltiplo medalhista no Campeonato Mundial de Submission Fighting da ADCC.

### 2020
Barbosa foi convidado a competir no grand prix Third Coast Grappling 6 em 12 de setembro de 2020. Ele desistiu do evento por motivos não divulgados. Em vez disso, foi escalado para o próximo evento da promoção, em uma superluta contra Guilherme Augusto. Barbosa venceu por decisão unânime contra Augusto no evento de 26 de setembro de 2020.
Barbosa representou a Atos no evento de grappling por equipes Subversiv 4, em 31 de outubro de 2020. Ele liderou sua equipe à vitória no torneio, derrotando todos os quatro adversários na noite.

### 2021
Barbosa foi convidado a competir em um grand prix de peso-pesado no BJJ Stars 5, em 6 de fevereiro de 2021. Ele derrotou Yuri Simões por pontos na primeira rodada, mas perdeu por decisão para Gutemberg Pereira na semifinal. Barbosa liderou a Atos novamente no Subversiv 5, em 1 de maio de 2021. Mais uma vez, ele venceu todas as suas lutas, e a Atos conquistou o torneio pela segunda vez.
Barbosa competiu no evento principal do Fight 2 Win 174 contra Aaron "Tex" Johnson, em 18 de junho de 2021, e perdeu por decisão. Em 26 de junho de 2021, ele derrotou Matheus Diniz por pontos no BJJ Stars 6. Ele foi então convidado a competir no primeiro evento Road to ADCC, em 17 de julho de 2021, contra William Tackett. Barbosa conseguiu marcar trinta e quatro pontos contra Tackett durante a luta e venceu por uma ampla margem.
Barbosa competiu em um grand prix sem quimono no BJJ Bet 2, em 1 de agosto de 2021, e derrotou todos os três adversários para vencer o torneio. Ele foi então convidado a competir no evento principal do BJJ Stars 7 contra o veterano do UFC Gilbert Burns, em 6 de novembro de 2021, e finalizou Burns com um mata-leão. Barbosa competiu no evento inaugural Raw Grappling Championship, em 12 de novembro de 2021, em uma superluta contra Gerard Labinski, finalizando-o com uma chave de braço.

### 2022
Barbosa competiu em um grand prix de peso-médio no BJJ Stars 8, em 15 de fevereiro de 2022, e derrotou seus dois primeiros adversários antes de perder para Micael Galvão na final. Ele foi então convidado a competir no Campeonato Mundial de ADCC 2022, como resultado de ter conquistado uma medalha no evento em 2019. Ele derrotou Santeri Lilius, Josh Hinger e Vagner Rocha antes de perder para Giancarlo Bodoni na final, conquistando a medalha de prata.

### 2023
Barbosa competiu no IBJJF Jiu-Jitsu Con International, em 1 de setembro de 2023, e conquistou medalhas de ouro nas divisões peso-pesado e absoluta com quimono. Ele retornou para competir na edição sem quimono do evento no mesmo dia, conquistando uma medalha de prata na divisão peso-pesado e uma medalha de bronze na divisão absoluta.
Barbosa estava escalado para desafiar Gordon Ryan pelo título peso-pesado do Who's Number One no Who's Number One 21: Ryan vs Barbosa, em 30 de novembro de 2023. Ryan desistiu da luta devido a uma lesão nas costelas, e foi substituído por seu companheiro de equipe Giancarlo Bodoni. Barbosa perdeu a luta por decisão dos juízes.

### 2024
Barbosa competiu contra AJ Agazarm no Pit Submission Series 5, em 30 de maio de 2024. Ele venceu a luta por decisão.
Barbosa estava escalado para competir no EBI 21: The Absolutes, em 2 de junho de 2024. Ele desistiu do evento e foi substituído por Brandon George.
Barbosa estava programado para enfrentar Isaque Bahiense no BJJ Stars 13: Vikings Edition, em 3 de agosto de 2024. No entanto, ele desistiu da luta e foi substituído por Alexandre de Jesus.
Barbosa competiu na divisão até 80 kg no inaugural Craig Jones Invitational, nos dias 16 e 17 de agosto de 2024. Ele venceu Kenta Iwamoto por decisão na rodada inicial e finalizou Jozef Chen nas quartas de final, antes de perder por decisão para Levi Jones-Leary na semifinal.

## Carreira nas artes marciais mistas
Barbosa fez sua estreia em 2011, onde perdeu por decisão dividida contra Geydson Cardoso.
Em 2012, Barbosa enfrentou Tiago Sena duas vezes, vencendo por finalização e depois por nocaute técnico.
Em 2020, Barbosa declarou em uma entrevista que planejava retornar ao MMA devido a incentivos financeiros e à busca por novos desafios. Ele reiterou essa intenção em 2021, anunciando seu retorno até o final do ano.
Em fevereiro de 2022, foi anunciado que Barbosa estava escalado para lutar contra Troy Green no PFL Challenger Series 2. No entanto, Green desistiu da luta e nenhum substituto foi encontrado.
Em agosto de 2022, foi anunciado que Barbosa enfrentaria Elmar Umarov no PFL 7. No entanto, Umarov desistiu devido a uma doença.
Barbosa enfrentou Itso Babulaidze no PFL Challenger Series 9, em 27 de janeiro de 2023. Após um início forte, Barbosa perdeu o ritmo conforme a luta avançava e perdeu por decisão unânime.

## Conquistas e realizações

### Jiu-Jitsu Brasileiro / Luta de submissão
Lista de conquistas na faixa preta:
- Campeão do Campeonato Mundial de Jiu-Jitsu da IBJJF (2018[b])
- 4 x Campeão do Campeonato Mundial de Jiu-Jitsu Sem Quimono da IBJJF (2017,[c] 2016, 2015)
- 2 x Campeão do Campeonato Pan-Americano de Jiu-Jitsu da IBJJF (2019,[d] 2018)
- Campeão do Campeonato Pan-Americano de Jiu-Jitsu Sem Quimono da IBJJF (2021,[d] 2020[47])
- Campeão do Campeonato Europeu de Jiu-Jitsu da IBJJF (2018[d])
- 2 x Campeão do Campeonato Asiático de Jiu-Jitsu da IBJJF (2018,[c] 2017)
- Campeão do Grand Slam da UAEJJF, Los Angeles (2017[48])
- Campeão do Grand Slam da UAEJJF, Abu Dhabi (2019[49])
- Campeão do American Nationals da IBJJF (2017)
- Campeão do American Nationals Sem Quimono da IBJJF (2017, 2016)
- Campeão do FIVE Super League Peso-Pesado (2017)
- Campeão do Chicago Summer Open da IBJJF (2016[c])
- Campeão do Chicago Summer Open Sem Quimono da IBJJF (2016[c])
- Campeão do Dallas Fall Open da IBJJF (2017[c])
- 2º lugar no Campeonato Mundial de Submission Fighting da ADCC (2022)
- 2º lugar no Campeonato Mundial de Jiu-Jitsu da IBJJF (2021[47])
- 2º lugar no Campeonato Europeu de Jiu-Jitsu Sem Quimono da IBJJF (2018[c])[47]
- 2º lugar no Campeonato Pan-Americano de Jiu-Jitsu da IBJJF (2017)
- 2º lugar no Campeonato Pan-Americano de Jiu-Jitsu Sem Quimono da IBJJF (2021,[47] 2020[d])
- 3º lugar no Campeonato Mundial de Submission Fighting da ADCC (2019)
- 3º lugar no Campeonato Europeu de Jiu-Jitsu da IBJJF (2018[50])

Lista de conquistas em faixas inferiores:
- Campeão do Campeonato Mundial de Jiu-Jitsu da IBJJF (2015 faixa marrom)
- Campeão do UAEJJF Abu Dhabi World Pro (2015 faixa marrom[d])
- Campeão do Sul-Americano da IBJJF (2014 faixa marrom[d])
- Campeão do Campeonato Brasileiro de Jiu-Jitsu da CBJJ (2014 faixa marrom)
- Campeão do Rio Fall Open da IBJJF (2015 faixa marrom[c])
- Campeão do Rio Fall Open Sem Quimono da IBJJF (2015 faixa marrom[c])

## Registro de artes marciais mistas
| Cartel no MMA   |            |            |
| 4 lutas         | 2 vitórias | 2 derrotas |
| Por nocaute     | 1          | 0          |
| Por finalização | 1          | 0          |
| Por decisão     | 0          | 2          |

| Res.    | Cartel | Oponente                  | Método                  | Evento                  | Data                   | Round | Tempo | Local                            | Notas                             |
| ------- | ------ | ------------------------- | ----------------------- | ----------------------- | ---------------------- | ----- | ----- | -------------------------------- | --------------------------------- |
| Derrota | 2–2    | Itso Babulaidze           | Decisão (unânime)       | PFL Challenger Series 9 | 2023 de janeiro de 27  | 3     | 5:00  | Orlando, Flórida, Estados Unidos |                                   |
| Vitória | 2–1    | Tiago Sena                | Nocaute técnico (socos) | Roraima Show Fight 10   | 2012 de agosto de 11   | 1     | 3:50  | Boa Vista, Brasil                |                                   |
| Vitória | 1–1    | Tiago Sena                | Finalização (Mata-leão) | Roraima Show Fight 9    | 2012 de abril de 15    | 2     | 0:00  | Boa Vista, Brasil                |                                   |
| Derrota | 0–1    | Geydson Manfrinny Cardoso | Decisão                 | Boa Vista Combat 2      | 2011 de setembro de 11 | 3     | 5:00  | Boa Vista, Brasil                | Peso meio-médio (77,1kg) estréia. |

## Linhagem de Instrutores
Mitsuyo "Count Koma" Maeda → Carlos Gracie → Reyson Gracie →  Osvaldo Alves → Pascoal Duarte →  Diego Lopes → André Fabiano → Lucas Barbosa

## Ver Também
- Dante Leon
- Diogo Reis
- Tom DeBlass